# Dębno (powiat opatowski)
Dębno – wieś sołecka w Polsce położona w województwie świętokrzyskim, w powiecie opatowskim, w gminie Ożarów.
| SIMC    | Nazwa         | Rodzaj    |
| ------- | ------------- | --------- |
| 0802403 | Dębno-Kolonia | część wsi |

W latach 1975–1998 miejscowość należała administracyjnie do województwa tarnobrzeskiego.

## Historia
Dębno w dokumentach „Dambno”, wieś, powiat opatowski. Dawna własność biskupów krakowskich. 

Kodeks katedry krakowskiej w t.I s.160 odnotowuje w Dębnie w  1322 r. Nankera, biskupa, załatwiającego sprawy dóbr kościelnych. W dokumentach biskupa krakowskiego Jana Grota  datowanym na rok 1343 Dębno nazwane jest miastem: „in Dambno opido nostro“. Regestr  poborowy z XVI w. nazywa Dębno wsią. 

W roku 1578 Dębno miało 14 osad, 9 łanów, 2 komorników. 

W połowie XV w. według zapisów Długosza – wieś biskupia, posiada kościół parafialny drewniany pw. św. Mikołaja. Pleban pobiera dziesięciny z 9 łanów kmiecych (Długosz L.B. t.II s.464).
W wieku XIX Dębno zwane „Nadbrzeżne”, wieś i folark w powiecie opatowskim, gminie i parafii Lasocin. Przy drodze bitej, od Opatowa 28 wiorst 

W roku 1827 było tu 30 domów i 183 mieszkańców. W 1881 liczyło 45 domów 359 mieszkańców. 
 Do 1870 r. istniała gmina Dębno.

Dobra Dębno,  niegdyś dziedzictwo Sieniawskich, składają się z folwarku Dębno, osady Lasocin, wsi Dębno i Biedrzychów – od Radomia wiorst 84 od Opatowa wiorst 28, od Zawichosta wiorst 7, od drogi bitej jedna wiorsta. Rzeka Wisła przepływa przez wieś, po drugiej stronie Annopol. Rozległość dóbr wynosiła  1127 mórg.
W okolicy pokłady kamienia wapiennego, dwa jeziora dające dochód z rybołówstwa. 

Osada Lasocin (miasto do roku 1869) z kościołem parafialnym osad 157, gruntu mórg 1028, wieś Dębno osad 39 gruntu mórg 454, zaś wieś Biedrzychów osad 37, grantu mórg 525. 3.)